# Astrid Stienen
Astrid Stienen (* 11. April 1979 in Rheinberg) ist eine ehemalige deutsche Triathletin und Ironman-Siegerin (2015, 2016). Sie wird in der Bestenliste deutscher Triathletinnen auf der Ironman-Distanz geführt.

## Werdegang
Nach dem Abitur am Gymnasium Adolfinum Moers 1999 studierte Astrid Stienen von 1999 bis 2004 Humanmedizin an der Heinrich-Heine-Universität Düsseldorf und von 2004 bis 2005 an der RWTH Aachen. Anschließend war sie als Assistenzärztin im Universitätsklinikum Aachen tätig. 2011 wurde sie nach Anfertigung einer Dissertationsschrift mit dem Titel Lymphozytenhomöostase im IL-7 defizienten Mausmodell und Vergleich der Lymphozytensubpopulationen in Abhängigkeit vom Alter zum Dr. med. promoviert.
Astrid Stienen begann erst im Winter 2011 mit dem Triathlon-Training und startete 2012 im Alter von 32 Jahren bei ihrem ersten Rennen. Sie startet für den Verein DLC Aachen und in Roth ging sie im Juli 2012 erstmals auf der Langdistanz an den Start (3,86 km Schwimmen, 180,2 km Radfahren und 42,195 km Laufen).

### Triathlon-Profi seit 2013
Auf Hawaii wurde sie im Oktober 2013 Ironman-Weltmeisterin in der Altersklasse 30–34. Da Astrid Stienen jedes ihrer Agegroup-Rennen, bei dem sie am Start war, deutlich gewonnen hat, entschied sie sich eine Profi-Lizenz zu ziehen und seit November 2013 startete Stienen, damals unter dem Namen Ganzow, als Triathlonprofi. Im Juni 2014 wurde sie im Kraichgau Dritte bei der Deutschen Meisterschaft auf der Mitteldistanz. Im September wurde sie Dritte bei der Erstaustragung des Ironman Mallorca.

### Siegerin Ironman 2015
Im August 2015 konnte sie in Schweden ihren ersten Ironman-Sieg erzielen.
Seit August 2016 ist sie mit Christian Decker verheiratet, der auch ihr Trainer ist. Im September 2016 wurde sie in Australien Vierzehnte bei den Ironman 70.3 World Championships. Im Oktober gewann sie den Ironman Barcelona und sie erreichte mit 8:54:27 Stunden eine persönliche Bestzeit und trug sich damit in die Liste der Weltbestzeiten der Frauen ein (auf Rang 64).
Bei ihrem zweiten Start als Profi auf Hawaii im Oktober 2017 belegte die damals 38-Jährige den 24. Rang. Seit November 2018 ist sie Mutter eines Sohnes. Im August 2019 startete die 40-Jährige nach ihrer Mutterschaftspause auf der Mitteldistanz beim Trans Vorarlberg Triathlon und belegte den 31. Rang.
Astrid Stienen ist als Fachärztin für Kinder- und Jugendmedizin tätig, lebt in Herzogenrath und ist heute auch als Trainerin aktiv.

## Auszeichnungen
- Für ihre sportliche Erfolge wurde Astrid Stienen am 8. Mai 2014 mit dem „Karlssiegel“ der Stadt Aachen geehrt.[4]

## Sportliche Erfolge
| Datum/Jahr    | Rang | Wettbewerb                                         | Austragungsort  | Zeit     | Bemerkung |
| ------------- | ---- | -------------------------------------------------- | --------------- | -------- | --- |
| 25. Aug. 2019 | 31   | Trans Vorarlberg Triathlon                         | Bregenz         | 04:57:51 | |
| 9. Sep. 2017  | 19   | Ironman 70.3 World Championships                   | Chattanooga     | 04:37:21 | |
| 23. Okt. 2016 | 4    | Ironman 70.3 Miami                                 | Miami           | 04:18:25 | |
| 4. Sep. 2016  | 14   | Ironman 70.3 World Championships                   | Mooloolaba      | 04:22:43 | [ 5 ] |
| 19. Juni 2016 | 1    | Indeland Triathlon                                 | Indeland        | 04:10:31 | Siegerin auf der Mitteldistanz bei der neunten Austragung (1,9 km Schwimmen, 88 km Radfahren und 20 km Laufen)   |
| 5. Juni 2016  | 3    | Ironman 70.3 Kraichgau                             | Kraichgau       | 04:31:32 | mit der schnellsten Laufzeit des Tages – und qualifiziert für die Ironman 70.3 Word Championships                |
| 7. Mai 2016   | 5    | Ironman 70.3 Mallorca                              | Alcúdia         | 04:43:41 | |
| 1. Mai 2016   | 5    | Ironman 70.3 Pays d’Aix France                     | Aix-en-Provence | 04:08:48 | witterungsbedingt ohne das Schwimmen ausgetragen; Tagesbestzeit auf der Laufstrecke – zeitgleich mit Julia Gajer |
| 24. Jan. 2016 | 2    | Ironman 70.3 South Africa                          | East London     | 04:42:00 | |
| 7. Juni 2015  | DNF  | Ironman 70.3 Kraichgau                             | Kraichgau       | –        | |
| 7. Sep. 2014  | 20   | Ironman 70.3 World Championships                   | Mont-Tremblant  | 04:31:33 | Ironman-70.3-Weltmeisterschaft                                                                                   |
| 10. Aug. 2014 | 11   | Ironman 70.3 Germany                               | Wiesbaden       | 04:55:33 | bei der Europameisterschaft über die halbe Ironman-Distanz                                                       |
| 15. Juni 2014 | 3    | DTU Deutsche Meisterschaft Triathlon Mitteldistanz | Kraichgau       | 04:32:37 | Deutsche Meisterin auf der Mitteldistanz – Fünfte bei der Challenge Kraichgau                                    |
| 25. Mai 2014  | 5    | Ironman 70.3 Austria                               | St. Pölten      | 04:26:20 | |
| 10. Mai 2014  | 5    | Ironman 70.3 Mallorca                              | Alcúdia         | 04:32:16 | |
| 8. Sep. 2013  | 3    | Ironman 70.3 Luxemburg                             | Remich          | 04:25:38 | persönliche Bestzeit auf der Mitteldistanz                                                                       |
| 9. Sep. 2012  | 3    | Nibelungen-Triathlon                               | Xanten          |          | auf der olympischen Distanz                                                                                      |

| Datum/Jahr    | Rang | Wettbewerb                                         | Austragungsort | Zeit     | Bemerkung                                                                                                 |
| ------------- | ---- | -------------------------------------------------- | -------------- | -------- | --- |
| 14. Sep. 2019 | DNF  | ETU Long Distance Triathlon European Championships | Almere         | –        | ETU-Langdistanz-Europameisterschaft                                                                       |
| 14. Okt. 2017 | 24   | Ironman Hawaii                                     | Hawaii         | 09:53:58 | zweiter Start auf Hawaii für die 38-Jährige                                                               |
| 2. Apr. 2017  | 4    | Ironman South Africa                               | Port Elizabeth | 09:24:37 | |
| 2. Okt. 2016  | 1    | Ironman Barcelona                                  | Calella        | 08:54:27 | Sieg mit persönlicher Bestzeit                                                                            |
| 15. Aug. 2015 | 1    | Ironman Sweden                                     | Kalmar         | 09:12:27 | erster Ironman-Sieg                                                                                       |
| 29. März 2015 | 8    | Ironman South Africa                               | Port Elizabeth | 09:50:29 | |
| 27. Sep. 2014 | 3    | Ironman Mallorca                                   | Alcúdia        | 09:31:10 | Dritte bei der Erstaustragung auf Mallorca                                                                |
| 6. Juli 2014  | 12   | Ironman Germany                                    | Frankfurt      | 09:29:04 | Ironman-Europameisterschaft – mit persönlicher Bestzeit                                                   |
| 6. Apr. 2014  | 5    | Ironman South Africa                               | Port Elizabeth | 10:00:55 | |
| 12. Okt. 2013 | 26   | Ironman Hawaii                                     | Hawaii         | 09:40:05 | Ironman-Weltmeisterin in der Altersklasse F30                                                             |
| 7. Juli 2013  | 13   | Ironman Germany                                    | Frankfurt      | 09:33:25 | Ironman-Europameisterschaft                                                                               |
| 8. Juli 2012  | 21   | ETU Long Distance Triathlon European Championships | Roth           | 09:53:07 | Triathlon-Europameisterschaft auf der Langdistanz im Rahmen der Challenge Roth – Sechste in der AK W30-34 |

(DNF – Did Not Finish)